# Dinotoperla cobra
Dinotoperla cobra är en bäcksländeart som beskrevs av Günther Theischinger 1982. Dinotoperla cobra ingår i släktet Dinotoperla och familjen Gripopterygidae. Inga underarter finns listade i Catalogue of Life.